# Agassiziella kwangtungiale
Agassiziella kwangtungiale là một loài bướm đêm trong họ Crambidae.